# Christoph Mallinger
Christoph Mallinger (* um 1984 in Klagenfurt) ist ein österreichischer Jazzmusiker (Geige, Gitarre, Mandoline, Gesang).

## Leben und Wirken
Mallinger begann im Alter von vier Jahren Geige zu spielen und erhielt zunächst Unterricht von seinem Vater, einem Geiger und Klarinettisten. Seine klassische Ausbildung setzte er am Landeskonservatorium Klagenfurt fort. Dann studierte er an der Anton Bruckner Privatuniversität Linz Jazzgeige und Gitarre; nach dem Bachelor absolvierte er 2008 den Master-Abschluss mit summa cum laude.
Mallinger bildete ein Trio mit dem Gitarristen Reinhard Schraml und dem Bassisten Martin Heinzle und trat dann mit der Swingband Sugar Daisy’s Hot Club auf, gehörte aber auch zu SK Invitational (Golden Crown). In den letzten Jahren tourte er mehrfach international mit seiner Frau, der spanischen Trompeterin und Sängerin Andrea Motis, mit der er 2023 auch bei JazzBaltica auftrat. Weiterhin arbeitete er mit Musikern wie Andi Schreiber, Oriol Sana, Rob Bargad, Christian Howes, Doug Hammond, Blumentopf, Fiva MC, Texta, Harry Sokal, Allan Praskin, Peter Kronreif, Stephan Kondert, Matthias Löscher, Bastian Stein, Matthias Pichler, Klemens Marktl und Christoph Cech. 2020 nahm er am Jazzfestival Havanna teil.
2011 war Mallinger Hauptfachlehrer für Jazzgeige an der Escola Superior de Música de Catalunya. Seit 2011 lehrt er zudem an der PopAkademie Vienna als Dozent für Jazzgeige und Ensembles, seit 2012 auch am Jam Music Lab. Auch gab er internationale Workshops.

## Diskographische Hinweise
- Mallinger/Schraml/Heinzle: Jetset Suite (Listen Closely, 2012)
- Sugar Daisy’s Hot Club: ...Ooh-Shoo-Be-Doo-Bee (Sessionwork 2016, mit Alois Eberl, Andreas Tentschert, Christian Kronreif, Johannes Probst, Martin Heinzle)
- Andrea Motis: Do outro Lado do Azul (Verve 2019)
- Andrea Motis, Camerata Papageno feat. Christoph Mallinger, Federico Dannemann: Febrero (Jazz to Jazz 2024)